# Aplastodiscus ehrhardti
Aplastodiscus ehrhardti é uma espécie de anfíbio da família Hylidae. Endêmica do Brasil, pode ser encontrada nos estados de São Paulo, Paraná e Santa Catarina.